# Guachetá
Guachetá ist eine Gemeinde (municipio) im kolumbianischen Departamento Cundinamarca.

## Geografie
Guachetá liegt im Südwesten von Cundinamarca in der Provinz Ubaté auf einer Höhe von ungefähr 2688 Metern 100 km von Bogotá. Die Gemeinde grenzt im Norden an Ráquira und San Miguel de Sema  im Departamento del Boyacá, im Süden an Lenguazaque und Ubaté, im Osten an Ventaquemada und Samacá und im Westen an Fúquene und Laguna de Fúquene.

## Bevölkerung
Die Gemeinde Guachetá hat 11.438 Einwohner, von denen 5928 im städtischen Teil (cabecera municipal) der Gemeinde leben (Stand: 2019).

## Geschichte
Guachetá wurde am 12. Mai 1537 von Gonzalo Jiménez de Quesada nach seinen Eroberungszügen zurück nach Spanien geschickt.

## Wirtschaft
Die wichtigsten Wirtschaftszweige von Guachetá sind Landwirtschaft, Kohlenbergbau, Fischerei und Milchproduktion.